# María Castellano Arroyo
María Castellano Arroyo  (Jaén, 6 de enero de 1948 - Madrid, 2 de mayo de 2025) fue una médica española, especializada en el campo de la medicina legal y forense y de la medicina del trabajo. Estudió medicina y cirugía en la Universidad de Granada en 1972. Se doctoró en medicina en 1977. En 1978 fue nombrada profesora adjunta de medicina legal y, en ese mismo año, se marchó a Bélgica para ampliar estudios con el profesor Armand André en el instituto de medicina legal de Liege, donde investigó sobre marcadores genéticos-moleculares aplicados a la investigación de la paternidad y a la identificación de indicios biológicos. Fue conocida por ser la primera mujer catedrática en una facultad de medicina española (1980) y por sus aportaciones en Psiquiatría forense y en Derecho sanitario. Fue doctora honoris causa por la Universidad de Jaén, y de la Universidad de Extremadura.
Como curiosidad, su nombre aparece en el juego del Trivial.

## Biografía
Nació en Jaén en el año 1948, en el seno de una familia humilde. Estudió medicina y cirugía en la Universidad de Granada licenciándose en 1972. Se doctoró en medicina por la misma universidad en 1977. En 1978, fue nombrada profesora adjunta de medicina legal y en ese mismo año se marchó a Bélgica para ampliar estudios con el profesor Armand André en el instituto de medicina legal de Liege, donde investigó sobre marcadores genéticos-moleculares aplicados a la investigación de la paternidad y a la identificación de indicios biológicos.
En 1980 se convirtió en la primera mujer catedrática de una facultad de medicina española (Zaragoza), en el campo de la medicina legal. Ese mismo año fue nombrada jefa del servicio de medicina legal y toxicología del Hospital Clínico Universitario Lozano Blesa, de Zaragoza, cargo que ostentó hasta 1996.
Es autora de cientos de artículos y ha publicado más de cincuenta capítulos en libros especializados. Además, ha sido autora de más de trescientas ponencias en congresos nacionales e internacionales.
Desde 2012, es académica de la Real Academia de Medicina. Y, desde 1996, ostenta la cátedra de medicina legal de la Universidad de Alcalá de Henares. Sus líneas de investigación actuales son: la violencia en el medio familiar, la psiquiatría forense y el derecho sanitario.
La Junta de Andalucía, a través de la Consejería de Conocimiento, Investigación y Universidad con Lina Gálvez como consejera, anunció en junio de 2018 el lanzamiento de un contrato doctor con el nombre de María Castellano, para ayudar a formar a personas que hayan terminado su especialidad para que se acrediten antes de los 35 años bajo la figura de contratado doctor vinculado. Recibe el nombre de esta doctora en su honor. En el acto de presentación, Castellano reivindicó el papel de las mujeres y en concreto de las mujeres andaluzas, como vanguardia para lograr el avance social.

## Premios y reconocimientos
- Cruz de primera clase de la Orden de San Raimundo de Peñafort, gracias a su colaboración con la administración de justicia en 1983.
- Medalla al mérito policial, con distintivo blanco, por su colaboración en la formación de la policía judicial española en 1992.
- Doctorado honoris causa por la Universidad de Extremadura en  2018.[12]
- Medalla de Andalucía en 2020.
- Doctorado honoris causa por la Universidad de Jaén en  2021.